# Fidel Ramos
Fidel Valdez Ramos AFP PLH GCMG (tiếng Tây Ban Nha: [fiˈðel βalˈdes ra.mos]: Fidel Ramos y Valdez; 18 tháng 3 năm 1928 - 31 tháng 7 năm 2022), được biết với tên FVR và Eddie, là tướng lĩnh nghỉ hưu và chính trị gia người Philippines, ông giữ chức Tổng thống thứ 12 của Philippines từ năm 1992 đến năm 1998.
Ông qua đời vào ngày 31 tháng 7 năm 2022, hưởng thọ 94 tuổi, vì biến chứng COVID-19.